# Mary’s Harbour
Mary’s Harbour  ist eine Gemeinde (Town) in der kanadischen Provinz Neufundland und Labrador.

## Lage
Die Gemeinde befindet sich an der südöstlichen Labradorküste. Die Siedlung liegt an der gleichnamigen kleinen Bucht, in welche der Fluss St. Marys River mündet. Die Bucht öffnet sich nach Nordosten zum St. Lewis Sound hin. Weiter nördlich erstreckt sich das St. Lewis Inlet, eine schmale, tief ins Landesinnere reichende Bucht.
Mary’s Harbour besitzt einen kleinen Flugplatz. Der Trans-Labrador Highway führt südlich an Mary’s Harbour vorbei. 8,5 km weiter südlich liegt die Siedlung Lodge Bay an der Fernstraße. Knapp 13 km nordöstlich liegt auf der Nordküste des St. Lewis Sound die Gemeinde St. Lewis.

## Geschichte
Seit den 1780er Jahren wurden am St. Marys River Lachse gefangen. Erst nach einem Brand im Jahr 1930 im knapp 18 km östlich gelegenen Battle Harbour wurde Mary’s Harbour eine permanente Siedlung. Wichtigster Wirtschaftszweig ist die Fischerei und Fischverarbeitung. Bis Anfang der 1990er Jahre wurde Kabeljau in der Labradorsee gefangen. Nach dem Einbruch des Fischbestands wurden verstärkt Krabben und andere Krebstiere gefangen.

## Einwohnerzahl
Beim Zensus im Jahr 2016 hatte die Gemeinde eine Einwohnerzahl von 341. Fünf Jahre zuvor waren es noch 383. Somit nahm die Bevölkerung in den letzten Jahren ab. Die Bevölkerung besteht etwa zur Hälfte aus Métis.

## Bilder

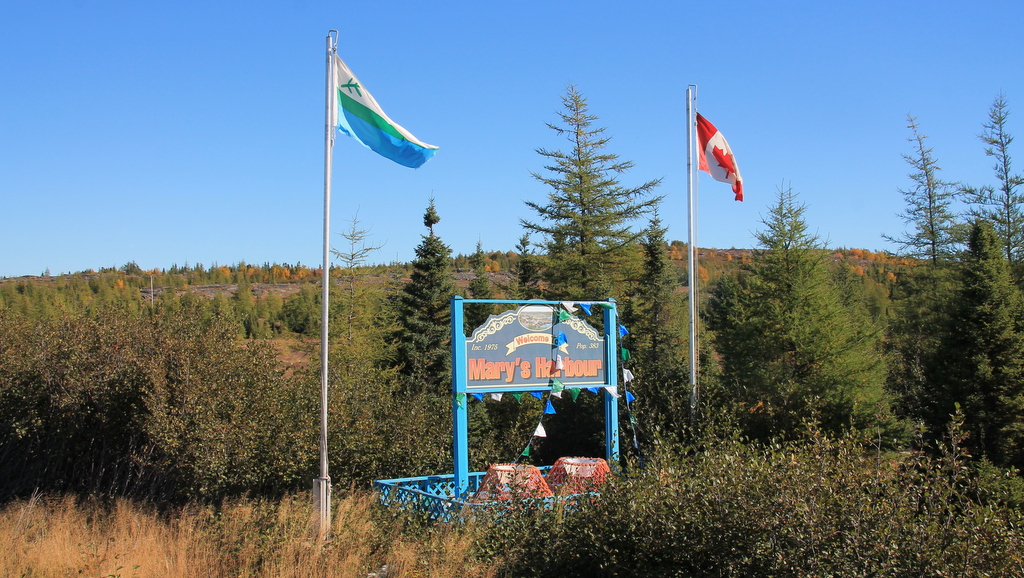
Begrüßungsschild
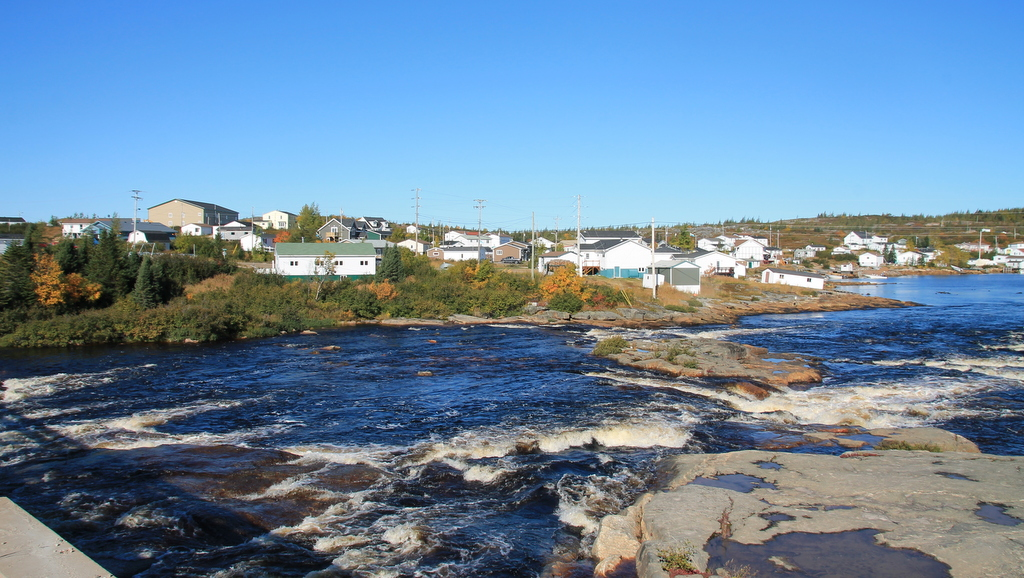
Blick auf Mary's Harbour
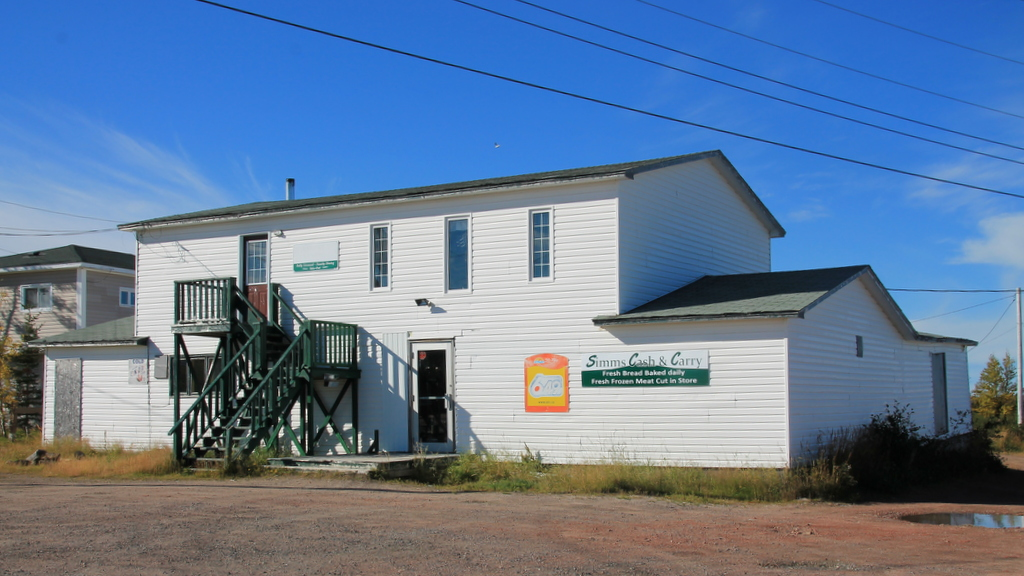
Grocery Store
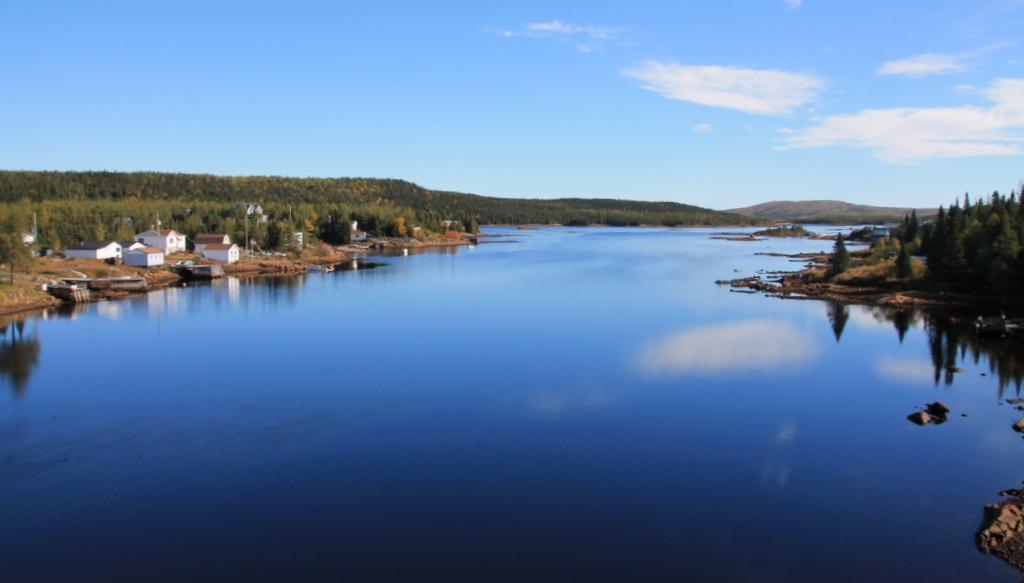
Landschaft südlich von Mary's Harbour